# Ламбисельга

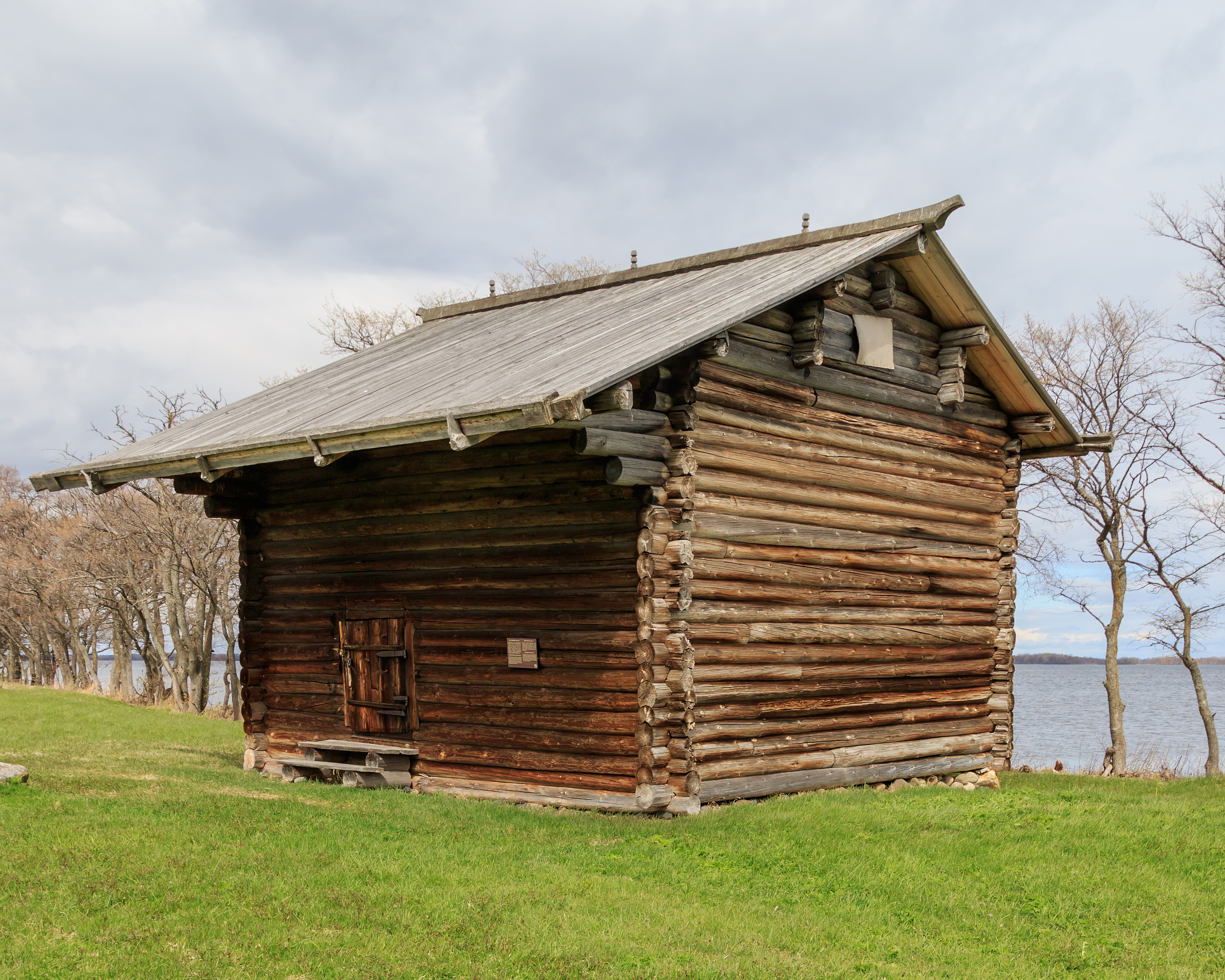
Рига из деревни Ламбисельга в музее-заповеднике «Кижи»

Ламбисе́льга (карел. Lamminselgü) — деревня в составе Ведлозерского сельского поселения Пряжинского национального района Республики Карелия.

## Общие сведения
Расположена вблизи озера Миккильское.

## Население
Численность населения в 1905 году составляла 129 человек.
| 2002 | 2010 | 2013 |
| ---- | ---- | ---- |
| 15   | ↘8   | ↘7   |

## Интересные факты
Памятник архитектуры начала XX века — рига из деревни Ламбисельга была перенесена в музей-заповедник «Кижи».

## Галерея

Ламбисельга
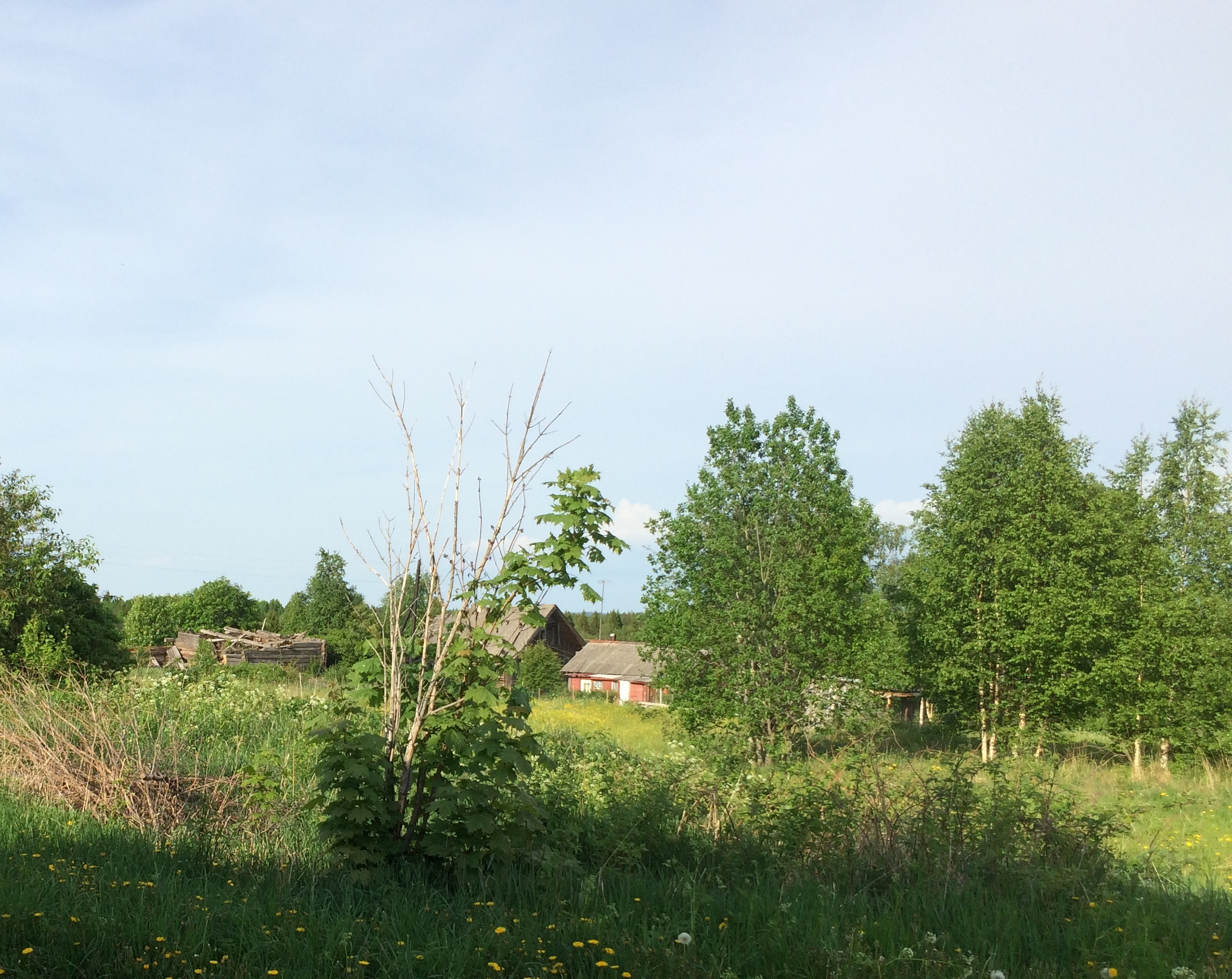
Деревенские дома
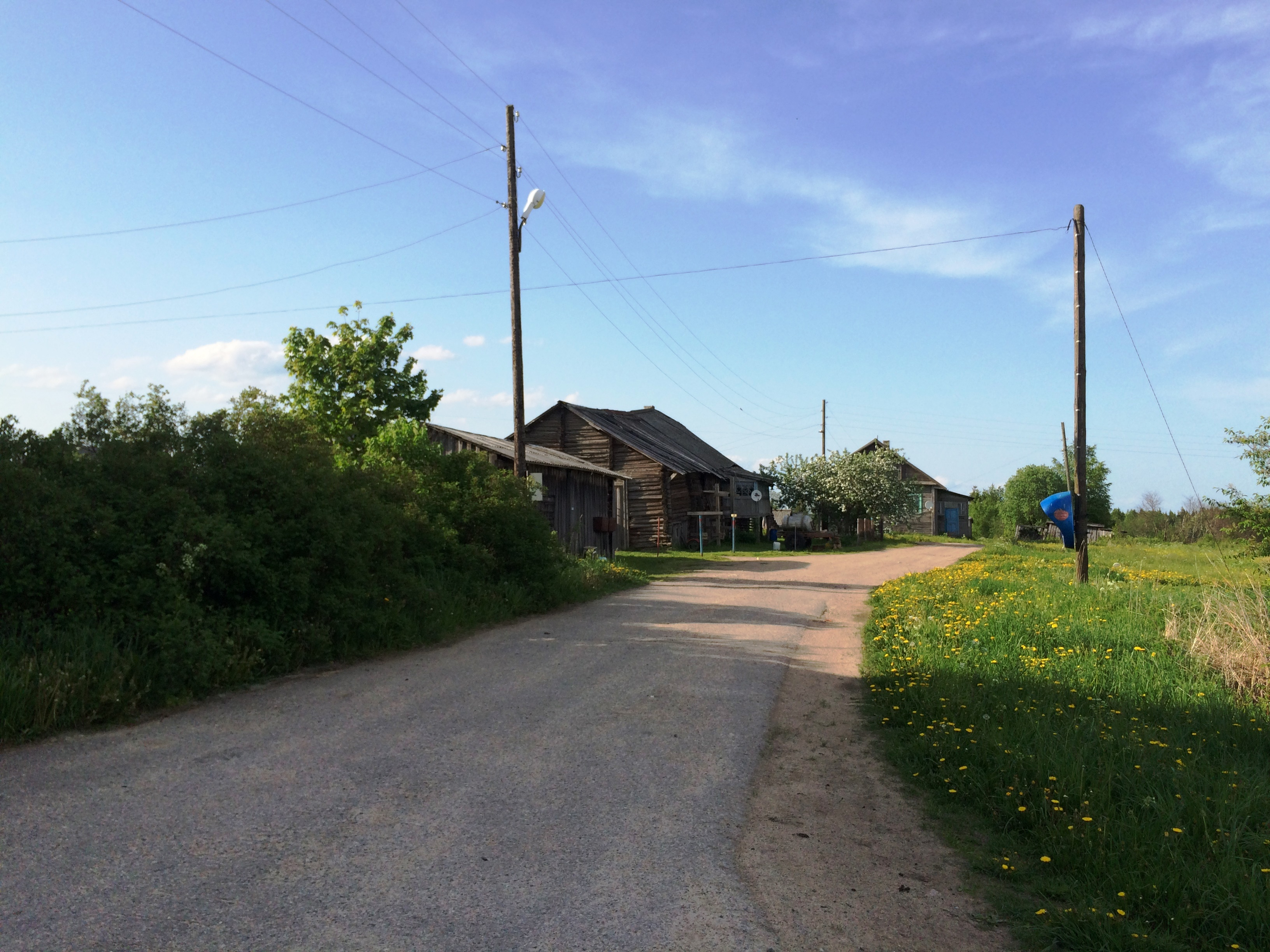
Центр деревни
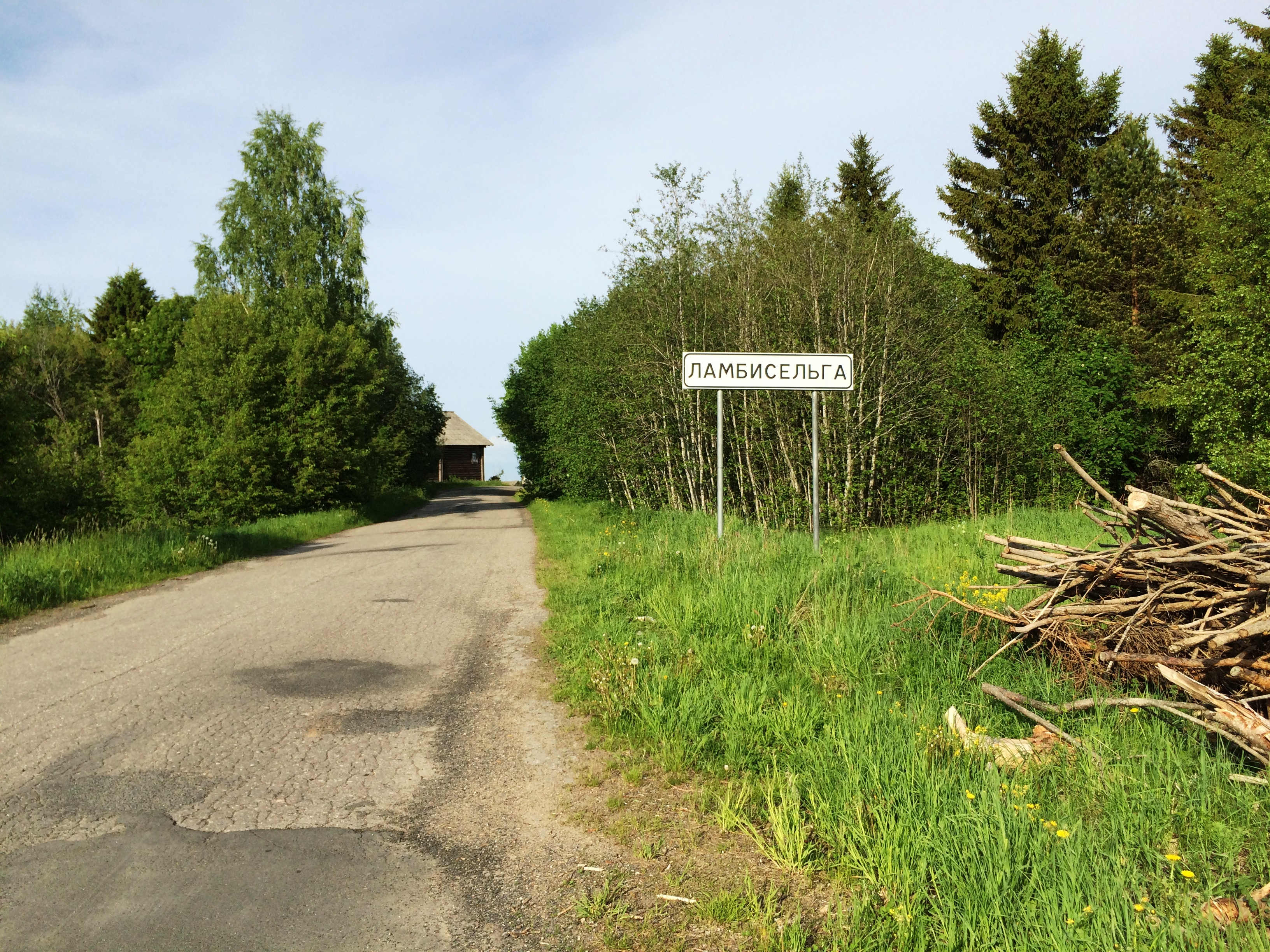
Въезд в деревню со стороны Савиново